# 怪談最恐戦
『怪談最恐戦』（かいだん さいきょうせん）は、竹書房が主催する一番恐い怪談を語る人物を決めるコンテストである。    優勝者を「怪談最恐位」とする

## 概要
「日本で一番恐い怪談を語るのは誰だ!?」をテーマに参加者を一般募集して審査通過者で予選会（東京、大阪）を開催、続いて予選通過者で決勝大会を開催して怪談最恐位（かいだんさいきょうい）を決める。
大会MC・オーガナイザーは住倉カオス。2018年度大会は、稲川淳二を最高顧問に迎えて優勝者に怪凰（かいおう）の称号とトロフィーを授与する。
2019年度大会からは、優勝者にトロフィーと副賞として100万円を授与する。

## 大会の流れ
- 2018年度：審査を通過した参加者を東京（16名）大阪（13名）に分けて予選会を開催して各4名が決勝大会に進出、決勝大会では最初にファイナリスト決定戦としてシード選手2名を加えた10名から4名を選出、準決勝・決勝（2名）を行い優勝者を決める[3]。
- 2019年度[2]
  - 予選会：一般募集した怪談の動画審査を通過した参加者を東京（32名）大阪（16名）の4名12ブロックに分けて制限時間5分の怪談を披露して1ブロック1名のみが決勝大会に進出する。
  - 決勝大会：第1ステージは、予選通過12名を3名4ブロックに分けて制限時間5分の怪談を披露して1ブロック1名のみが次ステージに進出、以降はトーナメント方式、第2ステージは制限時間7分、ファイナルステージは制限時間15分の怪談を披露して優勝者を決める。
- 2020年度[4]
  - 予選会：一般募集した怪談の動画審査（二次審査は、一次審査不合格者から再応募した動画を公開して一般投票のみで審査をする）を通過した参加者を東京（21名）大阪（9名）の3名10ブロックに分けて制限時間5分の怪談を披露して1ブロック1名のみが決勝大会に進出する。さらに、各ブロックの参加意思のある次点者で敗者復活戦を行い2名が決勝大会に進出する。
  - 決勝大会：1回戦は、予選通過12名を3名4ブロックに分けて制限時間5分の怪談を披露して1ブロック1名のみが2回戦に進出、以降はトーナメント方式、2回戦は制限時間7分、決勝戦は制限時間なし（無制限）の怪談を披露して優勝者を決める。
- 2021年度[5][注 1]
  - 予選会：一般募集した怪談の動画審査（二次審査は、一次審査不合格者から再応募した動画を公開して一般投票のみで審査をする）を通過した参加者を東京（23名）大阪（16名）の12ブロックに分けて制限時間5分の怪談を披露して1ブロック1名のみが決勝大会に進出する。
  - 決勝大会：1回戦は、予選通過12名を3名4ブロックに分けて（シード選手として前年度覇者の夜馬裕がDブロックの4人目として参加）制限時間5分の怪談を披露して1ブロック1名のみが2回戦に進出、以降はトーナメント方式、2回戦は「色」をテーマにした怪談で制限時間7分30秒、決勝戦は制限時間なし（無制限）の怪談を披露して優勝者を決める。

## 怪談最恐位
- 第1回（2018年度）ありがとう ぁみ[1]
- 第2回（2019年度）下駄華緒（バンド「ぼくたちのいるところ。」ベーシスト）[2]
- 第3回（2020年度）夜馬裕（怪談師ユニット「ゴールデン街ホラーズ」）[4]
- 第4回（2021年度）田中俊行[5]
- 第5回（2022年度）伊山亮吉
- 第6回  (2023年度)   深津さくら

## 大会結果

### 第1回（2018年度）
東京予選会
- 開催日：2018年8月19日
- 会場：ロフト9渋谷
- 出場者：あこうテック（ちぐはぐ：マセキ芸能社）、ありがとう ぁみ（吉本興業）、伊山亮吉（吉本興業）、大赤見展彦、おおぐろてん、大島てる、ガンジー横須賀（ソニー・ミュージックアーティスツ）、空閑雄太（バイオニ：人力舎）、匠平、響洋平、本田あやの（本田兄妹）、マリブル、山口綾子、やまげら、悠遠かなた、ロコ沢井
- 審査員：長州小力、夜住アンナ（お化け屋敷プロデューサー）、山田雅史、西浦和也（怪談蒐集家）

大阪予選会
- 開催日：2018年8月26日
- 会場：ロフトプラスワンWEST
- 出場者：いたこ28号、宇津呂鹿太郎、ハニートラップ 梅木、N（怪談看護師）、おがぴー、神原リカ、さる。（怪談自虐テロリスト）、シャカ谷（ロッテンダ：吉本興業）、田中俊行、Bugって花井、松原タニシ、三浦たまの、リップ（怪談Rocker）
- 審査員：角由紀子（TOCANA編集長）、西浦和也、小林タクオ（ロフトプラスワンWEST）

決勝大会
- 開催日：2018年11月24日
- 会場：TIAT SKY HALL
- 出場者：予選通過者（ありがとう ぁみ、響洋平、山口綾子、伊山亮吉、いたこ28号、松原タニシ、Bugって花井、田中俊行）、シード選手（三木大雲、桜金造）
- 審査員：北野誠、岩井志麻子、御茶漬海苔
- 準決勝進出：響洋平、いたこ28号、ありがとう ぁみ、三木大雲
- 決勝進出：三木大雲 vs ありがとう ぁみ

### 第2回（2019年度）
東京予選会
- 開催日：2019年11月1日
- 会場：スペースY
- 出場者：A（真白圭、敬志、ごまだんご、南条）、B（さきぽん（人力舎）、あこうテック、小森、ガンジー横須賀）、C（やまげら、卯ちり、田中俊行、いつでも丑三つ時）、D（ひと巫女、大島てる、マリブル、悠遠かなた）、E（伊山亮吉、木場知徳（大仰天：人力舎）、五島麻依子（大吟嬢）、夜馬裕）、F（チビル松村、思ひで、鏡太郎、わた・るぅー）、G（本田あやの、りっきぃ、匠平、一条ま〜太郎）、H（よろづき、五十嵐文香（人力舎）、伊藤太一（ランドスネイル：人力舎）、シークエンスはやとも（吉本興業））
- 審査員：溝尻賢司（竹書房：審査委員長）、長尾健太郎（ドワンゴ）、三好和也（ちゅるんカンパニー）、会場観客票、ネット投票[注 6]

大阪予選会
- 開催日：2019年11月3日
- 会場：ロフトプラスワンWEST
- 出場者：A（ゴル、Coco、石野桜子、ダブルアート 真べぇ）、B（濱幸成、Bugって花井、旭堂南湖、Billy）、C（星野戦慄、下駄華緒、おがぴー、神原リカ）、D（さたなきあ、ロッテンダ シャカ谷、壱夜、異聞亭一人）
- 審査員：溝尻賢司、小林タクオ、三好和也、会場観客票、ネット投票[注 6]

決勝大会
- 開催日：2020年1月18日
- 会場：ユーロライブ
- 出場者：A（シークエンスはやとも、匠平、夜馬裕）、B（下駄華緒、ごまだんご、小森）、C（田中俊行、悠遠かなた、鏡太郎）、D（壱夜、旭堂南湖、石野桜子）
- 審査員：溝尻賢司、長尾健太郎、三好和也、会場観客票、ネット投票[注 6]
- 準決勝進出：シークエンスはやとも vs 下駄華緒、田中俊行 vs 壱夜
- 決勝進出：壱夜 vs 下駄華緒

### 第3回（2020年度）
大阪予選会
- 開催日：2020年8月16日
- 会場：ロフトプラスワンWEST
- 出場者：A（田中俊行、Megす★、稲森誠）、B（ハニートラップ梅木、旭堂南湖、中山功太[注 8]）、C（神原リカ、ロッテンダ シャカ谷、BILLY）
- 審査員：溝尻賢司、竹内義和（OKOWA発起人）、ぶっちょカシワギ（OKOWA発起人）、小林タクオ、会場観客票、ネット投票[注 9]

東京予選会
- 開催日：2020年8月23日
- 会場：ロフト9渋谷
- 出場者：A（伊山亮吉、五島麻依子（大吟嬢）、みちくさ）、B（ぬらぬら（松竹芸能）、夜馬裕、弟ひろのり（ちかえの子ども!!））、C（やまげら、ぱんち、匠平）、D（シークエンスはやとも、押戸けい、南条）、E（チビル松村、心霊ホスト 青柳マコト、松本エムザ）、F（いつでも丑三つ時、女子高生怪談師あみ、宮代あきら）、G（山本洋介、おおぐろてん、ガンジー横須賀）
- 審査員：溝尻賢司、門澤清太（実話怪談倶楽部プロデューサー）、小林忠（怪奇蒐集者プロデューサー）、高橋宏行（Channel恐怖プロデューサー）、会場観客票、ネット投票[注 9]

敗者復活戦
- 開催日：2020年9月20日
- 会場：ロフト9渋谷
- 出場者：いつでも丑三つ時、稲森誠、おおぐろてん、女子高生怪談師あみ、中山功太、南条、ぬらぬら、ぱんち、BILLY、みちくさ、Megす★
- 審査員：会場観客票、ネット投票[注 9]

決勝大会
- 開催日：2020年11月3日
- 会場：渋谷ユーロライブ
- 出場者：A（青柳マコト、シークエンスはやとも、田中俊行）、B（南条、神原リカ、中山功太）、C（女子高生怪談師あみ[注 10]、夜馬裕、宮代あきら）、D（ガンジー横須賀、伊山亮吉、匠平）
- 審査員：溝尻賢司、門澤清太、竹内義和、小林忠、高橋宏行、会場観客票、ネット投票[注 9]
- 準決勝進出：田中俊行 vs 中山功太、夜馬裕 vs 伊山亮吉
- 決勝進出：田中俊行 vs 夜馬裕

### 第4回（2021年度）
東京予選会
- 開催日：2021年8月8日
- 会場：渋谷ユーロライブ
- 出場者：A（宮代あきら、匠平、伊山亮吉）、B（ヌ・ヒカル、いつでも丑三つ時、田川幹太）、C（植松創、りっきぃ、スズサク）、D（八重樫玉藻[注 11]、松永瑞香、インディ）、E（長州小力、おおぐろてん、皿屋敷あみ）、F（毛利嵩志、吉田猛々、マシンガンジョー）、G（ごまだんご、ガンジー横須賀、ごろー）、H（伊藤えん魔、Dr.マキダシ、南条）
- 審査員：門澤清太、小林忠、高橋宏行

大阪予選会
- 開催日：2021年8月15日
- 会場：ロフトプラスワンWEST
- 出場者：A（田中俊行、富田安洋、Bugって花井、ユリヱ）、B（さる。、シャカ谷、弐代目米八そばヨシロー、ハニートラップ梅木）、C（クダマツヒロシ、稲森誠 、影野ゾウ、あまぎ）、D（不安休さんa.k.a.宮平直樹fromかりゆし58、BILLY、チカモリ鳳至、ウエダコウジ）
- 審査員：竹内義和、田辺青蛙、下駄華緒（2019怪談最恐位）

ファイナル
- 開催日：2021年9月5日
- 会場：渋谷ユーロライブ
- 出場者：A（インディ、田中俊行、ごまだんご）、B（スズサク、クダマツヒロシ、匠平）、C（ハニートラップ梅木、長州小力 、吉田猛々）、D（伊藤えん魔、いつでも丑三つ時、チカモリ鳳至、夜馬裕）
- 審査員：つまみ枝豆[8]、下駄華緒、門澤清太、小林忠、高橋宏行
- 準決勝進出：田中俊行 vs 匠平、吉田猛々 vs 夜馬裕
- 決勝進出：田中俊行 vs 吉田猛々

## 大会のメディア配信
- 2018年度は、予選会のみ全編をニコニコ生放送で公式生中継[9][10]、予選会の参加者（松原タニシ、田中俊行）が出演する番組「おちゅーんLIVE!」で楽屋生配信を行う[11][12]。
- 2019年度は、予選・決勝大会の前半をニコニコ生放送で公式生中継[13][14][15]、後半を「モノガタリ チャンネル[16]」で生配信を行う。
- 2020年度は、有料生配信（予選：ツイキャスプレミア配信、決勝：Vimeo）を行う[4]。
- 2021年度は、全戦をツイキャスプレミア配信で有料生配信を行う[5]。

## DVD
- 怪談最恐戦2018 東京予選会 〜集え! 怪談語り!! 最恐の怪談を語るのは誰だ!?〜（2019年、竹書房）
- 怪談最恐戦2018 大阪予選会 〜集え! 怪談語り!! 最恐の怪談を語るのは誰だ!?〜（2019年、竹書房）
- 稲川淳二の怪談冬フェス〜幽宴〜怪談最恐戦 怪鳳決定戦（2019年、竹書房）
- 稲川淳二の怪談冬フェス〜幽宴〜『おまえら行くな。』×『稲川淳二怪談』（2019年、竹書房）
- 怪談最恐戦2019 東京予選会（2020年、竹書房）
- 怪談最恐戦2019 大阪予選会（2020年、竹書房）
- 怪談最恐戦2019 ファイナル（2020年、竹書房）
- 怪談最恐戦2019-2020 スペシャルライブ 〜最恐の怪談を語るのは俺だ!!〜（2020年、竹書房）
- 怪談最恐戦2020 東京予選会 〜集え!怪談語り!!日本で一番恐い怪談を語るのは誰だ!?〜（2021年、竹書房）
- 怪談最恐戦2020 大阪予選会 〜集え!怪談語り!!日本で一番恐い怪談を語るのは誰だ!?〜（2021年、竹書房）
- 怪談最恐戦2020 不死鳥戦（2021年、竹書房）
- 怪談最恐戦2020 ファイナル（2021年、竹書房）

## 書籍
- 稲川淳二の怪談冬フェス〜幽宴二〇一八（2018年、竹書房文庫、ISBN 978-4801917064）
- 怪談最恐戦2019（2020年3月28日、竹書房怪談文庫、ISBN 978-4801922198）[17]
- 怪談最恐戦2020（2021年1月28日、竹書房怪談文庫、ISBN 978-4801925397）
- 怪談最恐戦2021（2021年11月29日、竹書房怪談文庫、ISBN 978-4801928886）
- 怪談最恐戦2022（2023年1月30日、竹書房怪談文庫、ISBN 978-4801934177）